# GNU Chess
GNU Chess is een van de oudste schaakprogramma's voor UNIX en vele andere platforms. Ook was GNU Chess, dat in 1984 is ontstaan, een van de eerste GNU-projecten.
De eerste versie is door Stuart Cracraft ontwikkeld. Alle versies daarna (tot versie 5) zijn door John Stanback gemaakt. Versie 5 (1998–1999) is volledig opnieuw ontwikkeld door Chua Kong-Sian.
Inmiddels is versie 6 de standaard versie. Dit is gebaseerd op het schaakprogramma Fruit geschreven door Fabien Letouzy. Door Fruit (dat in UCI communiceert) samen met de Polyglot adapter (die UCI naar XBoard protocol vertaalt, ook geschreven door Fabien Letouzy) in hetzelfde bestand te stoppen, kon de bediening ervan gemakkelijk gelijk gemaakt worden aan die van eerdere GNU Chess versies.
GNU Chess is vrije software en valt onder de GNU General Public License. Het wordt normaal gesproken samen met Xboard gebruikt.